# Педерсен, Мортен Гамст
Мо́ртен Гамст Пе́дерсен (норв. Morten Gamst Pedersen; род. 8 сентября 1981, Вадсё, Финнмарк) — норвежский футболист, полузащитник. Выступал в сборной Норвегии.

## Карьера
Педерсен был лучшим игроком в норвежской Премьер-Лиге, когда играл за клуб «Тромсё», забил 7 голов в сезоне 2004 года, после чего, в августе того же года подписал договор с «Блэкберн Роверс». Сумма контракта составила 1.5 миллиона фунтов, но могла вырасти до 2.5 миллионов фунтов в случае удачной игры Педерсена за «Блэкберн». Гамст был обязан занять позицию, оставленную Дэмьеном Даффом, который перешёл в июле 2003 в «Челси».
Игрок сборной Норвегии дебютировал в Премьер-Лиге 28 августа 2004 года в матче против МЮ, игра завершилась со счётом 1:1, в это время у «Блэкберна» было много травмированных игроков. Он первоначально изо всех сил боролся за место в основе, тем не менее, довольно длинный период карьеры «отсиживал» на скамейке запасных, после того как Грэм Сунесс был заменён на Марка Хьюза, который стал главным тренером «Блэкберна» в сентябре 2004. Педерсен начал сезон 2005/06 в матче против «Кардифф Сити», в котором его команда одержала победу. Чтобы доказать, что он достоин играть в стартовом составе, ему потребовалось забить три гола в следующих трёх играх. Он продолжал играть, и закончил сезон в роли лучшего бомбардира клуба в течение того сезона с 8 голами. Педерсен также известен своей игрой на «втором этаже».
Сезоне 2005/06 был для Педерсена очень удачным, левый полузащитник в большей степени играл в атаке и забил много красивых голов, вроде гола в матче против «Фулхэма» в августе 2005: именно этот гол по версии BBC стал «голом месяца». Лучший момент его карьеры в «Блэкберне» был в сентябре 2005, когда он забил 2 гола в победной игре против «Манчестер Юнайтед» на стадионе «Олд Траффорд», завершившейся со счётом 2:1 в пользу «Блэкберна».
В сезоне 2006/07 Педерсен боролся за попадание в стартовый состав в течение первой половины турнира, но попал в него и закрепился в лишь во второй части чемпионата. С приходом нового тренера Пола Инса, Педерсену не нашлось места в команде, но когда Инс был уволен в декабре, Сэм Эллардайс, назначенный новым главным тренером, включил Педерсена в основной состав. Педерсен славился опасными длинными проходами в штрафную площадь соперника, которые «кормили» Кристофера Самбу. Педерсен забил первый гол в сезоне 2008/09 в игре против «Портсмута» 9 мая 2009. В сезоне 2011/12 забил 3 мяча и отдал 4 голевых передачи.

## Международная карьера
Он сыграл 73 игр за свою страну, забил 16 голов. По случаю своей 25-й игры за сборную, Мортен получил от Норвежской футбольной ассоциации награду «Золотые Часы». Он стал одним из лучших игроков сборной.
В сентябре 2006 в игре против сборной Венгрии Гамст Педерсен, чей любимый игрок в детстве был Марко ван Бастен, забил гол, который был очень похож на известный гол ван Бастена в финале Чемпионата Европы. Газеты «Aftenposten», «Dagbladet» и «Verdens Gang» дали ему за этот гол прозвище «ван Гамстен».

## Личная жизнь
Эрнст Педерсен, футбольный тренер, начал обучать его использовать левую ногу, хотя он владел лучше правой, по мнению тренера, это должно было помочь Мортену стать профессиональным игроком, поскольку было мало левых полузащитников. В результате его левая нога стала его ударной.
Помимо прочего, Педерсен был участником группы «Игроки» («The Players»), в которой, кроме него, были и другие известные футболисты: Фредди дос Сантос, Раймон Квисвик, Кристофер Хастад и Ойвинд Свеннинг. Их первый сингл стал хитом в Скандинавии.
Педерсен — дальний родственник гитариста знаменитой норвежской группы a-ha Пола Воктора-Савоя.

## Статистика

### Матчи Педерсена за сборную Норвегии
| Матчи Педерсена за сборную Норвегии | Матчи Педерсена за сборную Норвегии | Матчи Педерсена за сборную Норвегии | Матчи Педерсена за сборную Норвегии | Матчи Педерсена за сборную Норвегии | Матчи Педерсена за сборную Норвегии |
| ----------------------------------- | ----------------------------------- | ----------------------------------- | ----------------------------------- | ----------------------------------- | ----------------------------------- |
| №                                   | Дата                                | Соперник                            | Счёт                                | Голы Педерсена                      | Соревнование                        |
| 1                                   | 18 февраля 2004                     | Северная Ирландия                   | 4:1                                 | 2                                   | Товарищеский матч                   |
| 2                                   | 31 марта 2004                       | Сербия и Черногория                 | 1:0                                 | —                                   | Товарищеский матч                   |
| 3                                   | 28 апреля 2004                      | Россия                              | 3:2                                 | —                                   | Товарищеский матч                   |
| 4                                   | 27 мая 2004                         | Уэльс                               | 0:0                                 | —                                   | Товарищеский матч                   |
| 5                                   | 18 августа 2004                     | Бельгия                             | 2:2                                 | —                                   | Товарищеский матч                   |
| 6                                   | 4 сентября 2004                     | Италия                              | 1:2                                 | —                                   | Чемпионат мира 2006 (отбор)         |
| 7                                   | 8 сентября 2004                     | Беларусь                            | 1:1                                 | —                                   | Чемпионат мира 2006 (отбор)         |
| 8                                   | 9 октября 2004                      | Шотландия                           | 1:0                                 | —                                   | Чемпионат мира 2006 (отбор)         |
| 9                                   | 13 октября 2004                     | Словения                            | 3:0                                 | 1                                   | Чемпионат мира 2006 (отбор)         |
| 10                                  | 16 ноября 2004                      | Австралия                           | 2:2                                 | 1                                   | Товарищеский матч                   |
| 11                                  | 9 февраля 2005                      | Мальта                              | 3:0                                 | —                                   | Товарищеский матч                   |
| 12                                  | 30 марта 2005                       | Молдова                             | 0:0                                 | —                                   | Чемпионат мира 2006 (отбор)         |
| 13                                  | 24 мая 2005                         | Коста-Рика                          | 1:0                                 | —                                   | Товарищеский матч                   |
| 14                                  | 4 июня 2005                         | Италия                              | 0:0                                 | —                                   | Чемпионат мира 2006 (отбор)         |
| 15                                  | 8 июня 2005                         | Швеция                              | 3:2                                 | —                                   | Товарищеский матч                   |
| 16                                  | 17 августа 2005                     | Швейцария                           | 0:2                                 | —                                   | Товарищеский матч                   |
| 17                                  | 3 сентября 2005                     | Словения                            | 3:2                                 | 1                                   | Чемпионат мира 2006 (отбор)         |
| 18                                  | 8 октября 2005                      | Молдова                             | 1:0                                 | —                                   | Чемпионат мира 2006 (отбор)         |
| 19                                  | 12 октября 2005                     | Беларусь                            | 1:0                                 | —                                   | Чемпионат мира 2006 (отбор)         |
| 20                                  | 12 ноября 2005                      | Чехия                               | 0:1                                 | —                                   | Чемпионат мира 2006 (отбор)         |
| 21                                  | 16 ноября 2005                      | Чехия                               | 0:1                                 | —                                   | Чемпионат мира 2006 (отбор)         |
| 22                                  | 24 мая 2006                         | Парагвай                            | 2:2                                 | —                                   | Товарищеский матч                   |
| 23                                  | 1 июня 2006                         | Республика Корея                    | 0:0                                 | —                                   | Товарищеский матч                   |
| 24                                  | 16 августа 2006                     | Бразилия                            | 1:1                                 | 1                                   | Товарищеский матч                   |
| 25                                  | 2 сентября 2006                     | Венгрия                             | 4:1                                 | 1                                   | Чемпионат Европы 2008 (отбор)       |
| 26                                  | 6 сентября 2006                     | Молдова                             | 2:0                                 | —                                   | Чемпионат Европы 2008 (отбор)       |
| 27                                  | 7 октября 2006                      | Греция                              | 0:1                                 | —                                   | Чемпионат Европы 2008 (отбор)       |
| 28                                  | 7 февраля 2007                      | Хорватия                            | 1:2                                 | —                                   | Товарищеский матч                   |
| 29                                  | 24 марта 2007                       | Босния и Герцеговина                | 1:2                                 | —                                   | Чемпионат Европы 2008 (отбор)       |
| 30                                  | 2 июня 2007                         | Мальта                              | 4:0                                 | —                                   | Чемпионат Европы 2008 (отбор)       |
| 31                                  | 6 июня 2007                         | Венгрия                             | 4:0                                 | —                                   | Чемпионат Европы 2008 (отбор)       |
| 32                                  | 22 августа 2007                     | Аргентина                           | 2:1                                 | —                                   | Товарищеский матч                   |
| 33                                  | 8 сентября 2007                     | Молдова                             | 1:0                                 | —                                   | Чемпионат Европы 2008 (отбор)       |
| 34                                  | 12 сентября 2007                    | Греция                              | 2:2                                 | —                                   | Чемпионат Европы 2008 (отбор)       |
| 35                                  | 17 октября 2007                     | Босния и Герцеговина                | 2:0                                 | —                                   | Чемпионат Европы 2008 (отбор)       |
| 36                                  | 17 ноября 2007                      | Турция                              | 1:2                                 | —                                   | Чемпионат Европы 2008 (отбор)       |
| 37                                  | 21 ноября 2007                      | Мальта                              | 4:1                                 | 1                                   | Чемпионат Европы 2008 (отбор)       |
| 38                                  | 6 февраля 2008                      | Уэльс                               | 0:3                                 | —                                   | Товарищеский матч                   |
| 39                                  | 26 марта 2008                       | Черногория                          | 1:3                                 | —                                   | Товарищеский матч                   |
| 40                                  | 28 мая 2008                         | Уругвай                             | 2:2                                 | —                                   | Товарищеский матч                   |
| 41                                  | 20 августа 2008                     | Ирландия                            | 1:1                                 | —                                   | Товарищеский матч                   |
| 42                                  | 6 сентября 2008                     | Исландия                            | 2:2                                 | —                                   | Чемпионат мира 2010 (отбор)         |
| 43                                  | 11 октября 2008                     | Шотландия                           | 0:0                                 | —                                   | Чемпионат мира 2010 (отбор)         |
| 44                                  | 15 октября 2008                     | Нидерланды                          | 0:1                                 | —                                   | Чемпионат мира 2010 (отбор)         |
| 45                                  | 19 ноября 2008                      | Украина                             | 0:1                                 | —                                   | Товарищеский матч                   |
| 46                                  | 11 февраля 2009                     | Германия                            | 1:0                                 | —                                   | Товарищеский матч                   |
| 47                                  | 28 марта 2009                       | ЮАР                                 | 1:2                                 | 1                                   | Товарищеский матч                   |
| 48                                  | 1 апреля 2009                       | Финляндия                           | 3:2                                 | 1                                   | Товарищеский матч                   |
| 49                                  | 6 июня 2009                         | Македония                           | 0:0                                 | —                                   | Чемпионат мира 2010 (отбор)         |
| 50                                  | 10 июня 2009                        | Нидерланды                          | 0:2                                 | —                                   | Чемпионат мира 2010 (отбор)         |
| 51                                  | 12 августа 2009                     | Шотландия                           | 4:0                                 | 2                                   | Чемпионат мира 2010 (отбор)         |
| 52                                  | 5 сентября 2009                     | Исландия                            | 1:1                                 | —                                   | Чемпионат мира 2010 (отбор)         |
| 53                                  | 9 сентября 2009                     | Македония                           | 2:1                                 | —                                   | Чемпионат мира 2010 (отбор)         |
| 54                                  | 10 октября 2009                     | ЮАР                                 | 1:0                                 | —                                   | Товарищеский матч                   |
| 55                                  | 14 ноября 2009                      | Швейцария                           | 1:0                                 | —                                   | Товарищеский матч                   |
| 56                                  | 3 марта 2010                        | Словакия                            | 1:0                                 | —                                   | Товарищеский матч                   |
| 57                                  | 29 мая 2010                         | Черногория                          | 2:1                                 | 1                                   | Товарищеский матч                   |
| 58                                  | 2 июня 2010                         | Украина                             | 0:1                                 | —                                   | Товарищеский матч                   |
| 59                                  | 11 августа 2010                     | Франция                             | 2:1                                 | —                                   | Товарищеский матч                   |
| 60                                  | 3 сентября 2010                     | Исландия                            | 2:1                                 | —                                   | Чемпионат Европы 2012 (отбор)       |
| 61                                  | 7 сентября 2010                     | Португалия                          | 1:0                                 | —                                   | Чемпионат Европы 2012 (отбор)       |
| 62                                  | 8 октября 2010                      | Кипр                                | 2:1                                 | —                                   | Чемпионат Европы 2012 (отбор)       |
| 63                                  | 12 октября 2010                     | Хорватия                            | 1:2                                 | —                                   | Товарищеский матч                   |
| 64                                  | 17 ноября 2010                      | Ирландия                            | 2:1                                 | 1                                   | Товарищеский матч                   |
| 65                                  | 9 февраля 2011                      | Польша                              | 0:1                                 | —                                   | Товарищеский матч                   |
| 66                                  | 26 марта 2011                       | Дания                               | 1:1                                 | —                                   | Чемпионат Европы 2012 (отбор)       |
| 67                                  | 4 июня 2011                         | Португалия                          | 0:1                                 | —                                   | Чемпионат Европы 2012 (отбор)       |
| 68                                  | 7 июня 2011                         | Литва                               | 1:0                                 | 1                                   | Товарищеский матч                   |
| 69                                  | 10 августа 2011                     | Чехия                               | 3:0                                 | —                                   | Товарищеский матч                   |
| 70                                  | 11 октября 2011                     | Кипр                                | 3:1                                 | 1                                   | Чемпионат Европы 2012 (отбор)       |
| 71                                  | 12 ноября 2011                      | Уэльс                               | 1:4                                 | —                                   | Товарищеский матч                   |
| 72                                  | 29 февраля 2012                     | Северная Ирландия                   | 3:0                                 | —                                   | Товарищеский матч                   |
| 73                                  | 26 мая 2012                         | Англия                              | 0:1                                 | —                                   | Товарищеский матч                   |
| 74                                  | 15 августа 2012                     | Греция                              | 2:3                                 | —                                   | Товарищеский матч                   |
| 75                                  | 15 ноября 2013                      | Дания                               | 1:2                                 | —                                   | Товарищеский матч                   |
| 76                                  | 19 ноября 2013                      | Шотландия                           | 0:1                                 | —                                   | Товарищеский матч                   |
| 77                                  | 15 января 2014                      | Молдова                             | 2:1                                 | —                                   | Товарищеский матч                   |
| 78                                  | 18 января 2014                      | Польша                              | 0:3                                 | —                                   | Товарищеский матч                   |
| 79                                  | 5 марта 2014                        | Чехия                               | 2:2                                 | 1                                   | Товарищеский матч                   |
| 80                                  | 31 мая 2014                         | Россия                              | 1:1                                 | —                                   | Товарищеский матч                   |
| 81                                  | 27 августа 2014                     | ОАЭ                                 | 0:0                                 | —                                   | Товарищеский матч                   |
| 82                                  | 3 сентября 2014                     | Англия                              | 0:1                                 | —                                   | Товарищеский матч                   |
| 83                                  | 9 сентября 2014                     | Италия                              | 0:2                                 | —                                   | Чемпионат Европы 2016 (отбор)       |

Итого: 83 матча / 17 голов; 37 побед, 20 ничьих, 26 поражений.